# Zamarada baliata
Zamarada baliata är en fjärilsart som beskrevs av Felder 1974. Zamarada baliata ingår i släktet Zamarada och familjen mätare. Inga underarter finns listade i Catalogue of Life.